# Kévin Malcuit
Kévin Malcuit (* 31. Juli 1991 in Châtenay-Malabry) ist ein französischer ehemaliger Fußballspieler.

## Karriere

### Frühe Karriere
Malcuit wurde in Châtenay-Malabry, einem Vorort von Paris, geboren. Als Jugendlicher vertrat er den RC Paris, bevor er im Alter von 17 Jahren von Monaco entdeckt wurde. In Monaco begann er seine Karriere und brach gegen Ende der Saison 2009/10 in das professionelle Setup ein. Er wurde zum ersten Mal in den Kader des Spieltages für das Ligue-1-Spiel gegen Lorient am 5. Mai 2010 aufgenommen, obwohl er nicht eingesetzt wurde. Er gab schließlich sein Debüt früh in der folgenden Saison und kam als später Ersatz für Vincent Muratori beim 0:0-Unentschieden gegen den FC Toulouse am 18. September 2010. Dies erwies sich als sein einziger hochrangiger Auftritt in der Kampagne, obwohl er Stammspieler für die Reserveseite war und 28 Auftritte in der Amate der Championnat de France absolvierte.
Nach vier Einsätzen in der ersten Mannschaft für Monaco in der ersten Hälfte der Saison 2011/12, zwei davon in der Liga, wurde Malcuit im Januar 2012 für den Rest der Saison an die Mannschaft Championnat Vannes ausgeliehen. Er gab sein Debüt als Ersatz für Mohamed Youssouf in der torlosen Auslosung mit Chamois Niortais am 17. Februar 2012. Malcuit erzielte sein erstes Tor beim 2:2 auswärts bei Orléans am 1. März 2012. Insgesamt spielte er 12 Mal für Vannes während seiner Leihfrist und erzielte dabei zwei Tore. Malcuit wurde im Sommer 2012 von Monaco entbunden und kehrte anschließend zum Championnat National zurück. Nach einer erfolgreichen Testphase unterschrieb er kostenlos für Fréjus Saint-Raphaël. Er verbrachte eineinhalb Saisons beim Varois-Club, bestritt 38 Ligaspiele und erzielte zwei Tore.

### Chamois Niortais
Am 9. Januar 2014 wurde bekannt gegeben, dass der Ligue-2-Klub Chamois Niortais Malcuit für 18 Monate unter Vertrag genommen hatte, nachdem er mit Fréjus eine Gebühr vereinbart hatte. Er kam nicht sofort nach seiner Ankunft in Niort in die Aufstellung ein und musste bis zum 18. April 2014 warten, um sein Debüt für den Verein zu geben, als er Tristan Lahaye spät bei einer 1:2-Heimniederlage gegen Brest im Stade René Gaillard. Danach jedoch, hat er in jedem der letzten sechs Spiele der Saison gespielt, zwei davon in der Startaufstellung. Während der Saison 2014/15 war Malcuit Stammspieler in der Startaufstellung unter dem neuen Trainer Régis Brouard und spielte in dieser Saison 28 der 38 Ligaspiele des Vereins. Er wurde oft im Mittelfeld eingesetzt. Auf der rechten Seite wurde er der Leihe Adama Ba vorgezogen. Malcuit erzielte zwei Tore in der Saison 2014/15, darunter eines bei einem 1:3-Auswärtssieg in Valenciennes am 20. Februar 2015. Seine Leistungen führten dazu, dass er 2014/15 vom französischen Fußballmagazin zum besten Feldspieler in der Ligue 2 gekürt wurde. Auch in die Ligue 2 Mannschaft der Saison hat er es zusammen mit den Teamkollegen Paul Delecroix und Florian Martin geschafft.
Trotz der Interessen einer Reihe von Ligue-1-Vereinen im Sommer 2015, darunter Nizza und Bordeaux, blieb Malcuit bei Niort und spielte in den ersten vier Spielen der Saison 2015/16 mit.

### Lille
Malcuit unterzeichnete am 8. Juli 2017 einen Fünfjahresvertrag mit dem Ligue-1-Rivalen Lille. Dort machte er in 23 Einsätzen 6 Assists.

### Napoli

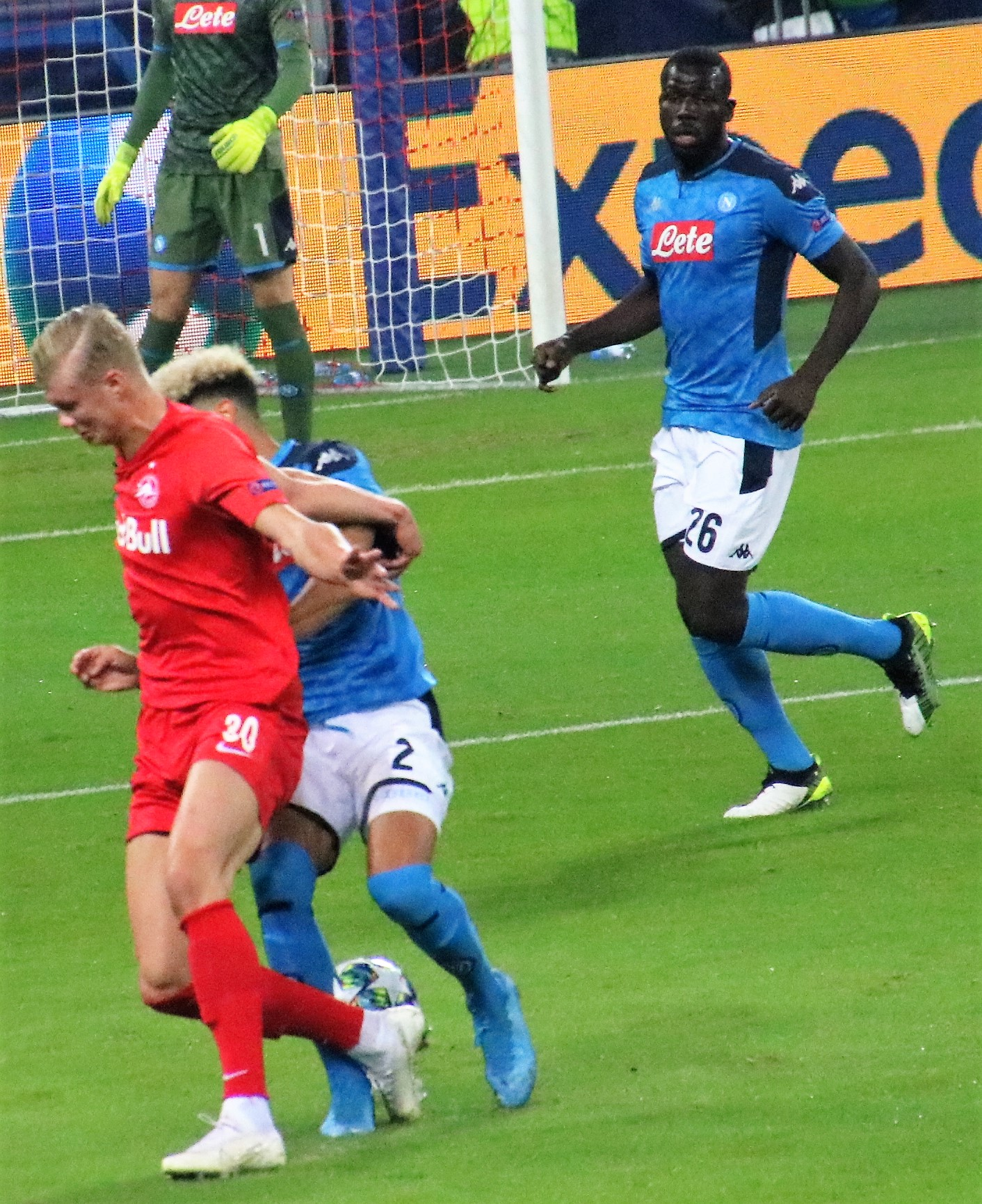
Kevin Malcuit (hinter Erling Haaland) im Einsatz gegen den FC Salzburg in der 3. Runde der Championsleague 2019/20

Am 8. August 2018 wechselte Malcuit zur SSC Neapel in der Serie A. Die an Lille gezahlte Ablösesumme wurde mit 11 Millionen Euro zuzüglich möglicher Prämien angegeben. Am 10. Oktober 2019 zog er sich im Spiel gegen SPAL Ferrara einen Kreuzbandriss und eine Meniskusverletzung im rechten Knie zu. Am 12. Juni 2020 war er, ohne Einsatz, im Kader im Finale der Coppa Italia. Das Spiel gegen Juventus Turin endete nach Elfmeter 4:2 für Neapel. Der Sieg brachte Malcuit den ersten und bislang einzigen Pokal in seiner Profilaufbahn. Am 28. Juli 2020 wurde er nach über 9 Monaten wieder im Spiel gegen Inter Mailand eingesetzt werden.

### AC Florenz
Vom 28. Januar 2021 bis zum 30. Juni 2021 wurde Maluit an die AC Florenz verliehen. Dort kam er auf fünf Einsätze, davon zwei in der Startelf.

### Ankaragücü
Im September 2022 wechselte er zum türkischen Erstligisten MKE Ankaragücü. Nach Ende der Saison verließ er den Verein.

## Fußballnationalmannschaft
Malcuit wurde 2016 in die marokkanische Nationalmannschaft berufen.

## Trivia
Malcuit wurde in Frankreich als Sohn eines mauretanischen Vaters und einer marokkanischen Mutter geboren. Sein Bruder Samir ist auch ein Profifußballer.